# Strem
Strem is een gemeente in de Oostenrijkse deelstaat Burgenland, gelegen in het district Güssing (GS). De gemeente heeft ongeveer 900 inwoners.

## Geografie
Strem heeft een oppervlakte van 23,8 km². Het ligt in het uiterste zuidoosten van het land.
Kadastrale gemeenten zijn Deutsch Ehrensdorf, Steinfurt, Strem en Sumetendorf.
Bildein · Bocksdorf · Burgauberg-Neudauberg · Eberau · Gerersdorf-Sulz · Großmürbisch · Güssing · Güttenbach · Hackerberg · Heiligenbrunn · Heugraben · Inzenhof · Kleinmürbisch · Kukmirn · Moschendorf · Neuberg im Burgenland · Neustift bei Güssing · Olbendorf · Ollersdorf im Burgenland · Rauchwart · Rohr im Burgenland · Sankt Michael im Burgenland · Stegersbach · Stinatz · Strem · Tobaj · Tschanigraben · Wörterberg
- Gemeinsame Normdatei: 1043678816
- MusicBrainz: 848c3abd-240a-441c-bbed-79e23fcabee8
- Virtual International Authority File: 305336161